# (845) Наэма
(845) Наэма (лат. Naema) — астероид главного пояса, который принадлежит к тёмному спектральному классу C и возглавляет одноимённое семейство. Он был открыт 16 ноября 1916 года немецким астрономом Максом Вольфом в обсерватории Хайдельберг. Происхождение названия неизвестно.

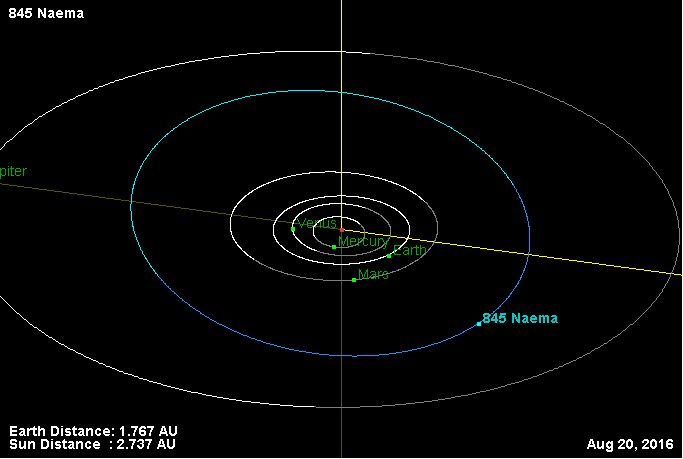
Орбита астероида Наэма и его положение в Солнечной системе